# Raska på, Alfons Åberg
Raska på, Alfons Åberg är en bok skriven av Gunilla Bergström, och utgiven 1975.
En animerad filmatisering premiärvisades i SVT2 den 31 december 1979.

## Handling
Alfons Åberg skall gå till dagis. Då han klätt på sig tar han på dockan Lisa sina kläder och sätter på däck på leksaksbilen, då han upptäcker nya djurboken. Då den gått sönder han måste först laga den. Han trasslar dock in sig i tejpen.
Pappan väntar otåligt på att Alfons ska komma och äta frukost och när Alfons skall hämta tidningen, men fastnar vid en bild på en brand och en brandsoldat blir pappa arg och tröttnar på att Alfons ”skall bara”. Till slut kommer Alfons och vid frukostbordet leker Alfons först med maten, och måste sedan skynda sig att äta upp och borsta tänderna samt sätta på sig ytterkläderna. Då de skall gå är pappa borta, och Alfons oroar sig för om pappan gått. Pappan är dock i köket, och "skall bara" läsa klart tidningen.

### Fotnoter
1. ↑  ”Raska på, Alfons Åberg” (på engelska). Worldcat. 11 mars 1975. https://www.worldcat.org/title/raska-pa-alfons-aberg/oclc/5070323. Läst 19 november 2018.
2. ↑  Bergström, Gunilla (2009). Raska på, Alfons Åberg (4. uppl). Rabén & Sjögren. ISBN 978-91-29-67125-4. OCLC 319208326. https://www.worldcat.org/oclc/319208326. Läst 3 mars 2022
3. ↑  ”Raska på, Alfons Åberg”. Svensk mediedatabas. 31 december 1979. http://smdb.kb.se/catalog/id/001690191. Läst 7 september 2012.